# Saison 2 de L'Incroyable Hulk
Chronologie
Saison 1 Saison 3
Cet article présente les vingt-et-un épisodes de la deuxième saison de la série télévisée L'Incroyable Hulk.

## Distribution

### Acteurs principaux
- Bill Bixby : David Banner
- Lou Ferrigno : L'Incroyable Hulk
- Jack Colvin : Jack McGee

### Acteurs invités
- William Lucking : Harlen Bates
- Lance LeGault : Brad
- Gerald McRaney : Sam Roberts / Colin Roark
- Gene Evans : Jimmy Kelly
- Craig Stevens : Lawrence Henry Carroll III
- Sally Kirkland : Margaret Hollinger
- Dennis Dimster : Mark Hollinger
- Mako : Li Sung
- Tom Holland : Frank Silva
- Marc Alaimo : Ernie
- Brion James : Al
- Pat Morita : Fred
- Art Metrano : Charlie
- Shelley Fabares : Holly Cooper
- Dana Elcar : Shériff Harris
- Christine Belford : Linda Calahan
- John Anderson : Mike Calahan
- Kathryn Leigh Scott : Gail Collins
- Tony Burton : Taylor George
- Ernie Hudson : Lee
- Michael D. Roberts : D.J.
- Austin Stoker : Révérend Jack Williams
- Carl Anderson : Oscar
- Maidie Norman : Madame Dennison
- Don Marshall : Le docteur
- Barbara Tarbuck : La troisième infirmière
- Fred Ward : Le complice de Joe Lynch
- Skip Homeier : Docteur Robert Scanlon
- Thalmus Rasulala : Chef Harry Simon
- Sherman Hemsley : Robert
- Kim Cattrall : Docteur Gabrielle White
- A. Martinez : Rick
- Whit Bissell : Professeur Williams
- Chief Dan George : Loup Solitaire
- Don Shanks : Little Jim
- Elaine Joyce : Serveuse
- Joanna Miles : Docteur Joyce Hill
- Morgan Woodward : Ben Madrid
- Christina Hart : Cassie Floyd

## Épisodes

### Épisode 1:Le Monstre
- États-Unis : 29 septembre 1978 sur CBS
- France : 31 janvier 1981 sur TF1

- William Lucking (Harlen Bates)
- Debbie Lytton (Samantha Bates)
- Lance LeGault (Brad)
- Dennis Patrick (Buck)
- Myron Healey (Shérif Colton)
- Gwen Van Dam (Maire Claire Murphy)

### Épisode 2:Ricky
- États-Unis : 6 octobre 1978 sur CBS
- France : 3 janvier 1981 sur TF1

- Robin Mattson (Irene)
- Gerald McRaney (Sam Roberts)
- James Daughton (Buzz Deter)
- Mickey Jones (Ricky Deter)
- Gordon Jump (Mac)
- Eric Server (Ted Roberts)

### Épisode 3:Remède de cheval
- États-Unis : 13 octobre 1978 sur CBS
- France : 21 février 1981 sur TF1

- Ned Romero (Thomas Logan)
- Gene Evans (Jimmy Kelly)
- Craig Stevens (Lawrence Henry Carroll III)
- Michelle Nichols (Kim Kelly)
- Larry Volk (Andy Cardone)

### Épisode 4:Un enfant en danger
- États-Unis : 20 octobre 1978 sur CBS

- Sandy McPeak (Jack Hollinger)
- Sally Kirkland (Margaret Hollinger)
- Dennis Dimster (Mark Hollinger)
- Rebecca York (Mary Walker)
- Marguerite DeLain (Reporter)
- Thomas H. Middleton (Homme âgé)

### Épisode 5:Le retour du Maître
- États-Unis : 27 octobre 1978 sur CBS

- Mako (Li Sung)
- Irene Yah-Ling Sun (May Chuan)
- Tom Holland (Frank Silva)
- Joseph Kim (Monsieur Fong)
- Richard Lee-Sung (Simon Ming)
- Jane Chung (Grand-Mère Loo)

- Tom Holland a fait depuis la série une remarquable carrière de réalisateur dans le domaine du fantastique avec des films culte comme Vampire, vous avez dit vampire ? ou le célèbre Jeu d'enfant avec le personnage de Chucky.
- Première apparition de Li Sung qui reviendra dans un autre épisode « Le Disciple ».San Francisco est la ville natale de Bill Bixby.

### Épisode 6:Délirium
- États-Unis : 3 novembre 1978 sur CBS

- Donna Wilkes (Alice Morrow)
- Marc Alaimo (Ernie)
- Jason Kincaid (Louie Sharp)
- Brion James (Al)
- Dennis Holahan (Art Philbin)
- Julie Hill (Joan Roberts)

### Épisode 7:L'Instinct du crime
- États-Unis : 10 novembre 1978 sur CBS

- Denny Miller (John Tobey)
- Rudy Solari (Docteur Byron Stewart)
- Barbara Leigh (June Tobey)
- Herman Poppe (J.P. Tobey)
- Pepper Martin (Haggerty)
- Paul Coufos (Bob Turner)

### Épisode 8:Hulk à la une
- États-Unis : 24 novembre 1978 sur CBS
- France : 20 décembre 1980 sur TF1

- Julie Cobb (Jill Norton)
- Mary Frann (Karen Weiss)
- Pat Morita (Fred)
- Art Metrano (Charlie)
- Sam Chew Jr. (Joe Arnold)
- Richard O'Brien (Monsieur Roberts)

### Épisode 9:Évasion à Los Santos
- États-Unis : 1er décembre 1978 sur CBS

- Shelley Fabares (Holly Cooper)
- W.K. Stratton (Adjoint Munro)
- Dana Elcar (Shériff Harris)
- Lee de Broux (Mike Evans)
- Vernon Weddle (Chase)
- Kerry Mahan (Forrest)

### Épisode 10:Sabotage
- États-Unis : 17 janvier 1979 sur CBS
- France : 27 décembre 1980 sur TF1

- Christine Belford (Linda Calahan)
- Billy Green Bush (Ray)
- John Anderson (Mike Calahan)
- Dean Brooks (Frank Adler)
- Ernie Orsatti (Phil Haze)
- John Petlock (Tim Wade)

### Épisode 11:Le Solitaire
- États-Unis : 24 janvier 1979 sur CBS
- France : 14 février 1981 sur TF1

- Kathryn Leigh Scott (Gail Collins)
- Jerry Douglas (Frank Malone)
- Hector Elias (Raul)
- Bruce Wright (Richard Sloan)
- Tony Melendez (Pablo)
- Jay Varela (Ramon)

### Épisode 12:Comme un frère
- États-Unis : 31 janvier 1979 sur CBS

- Tony Burton (Taylor George)
- Ernie Hudson (Lee)
- Michael D. Roberts (D.J.)
- Austin Stoker (Révérend Jack Williams)
- Carl Anderson (Oscar)
- Maidie Norman (Madame Dennison)

### Épisode 13:Obsession
- États-Unis : 7 février 1979 sur CBS

- Carol Baxter (Renée Stevens)
- John O'Connell (Bernard)
- Johnny Haymer (Fred Lewitt)
- Randi Kiger (Renée Stevens enfant)
- Jon Lormer (Docteur Rawlins)

### Épisode 14:L'Homme-Mystère, première partie
- États-Unis : 2 mars 1979 sur CBS

- Victoria Carroll (Rose)
- Don Marshall (Le docteur)
- Howard Witt (Bob Cory)
- Barbara Tarbuck (La troisième infirmière)
- Skip Riley (Le pilote)
- Aileen Towne (Infirmière Phalen)

### Épisode 15:L'Homme-Mystère, deuxième partie
- États-Unis : 9 mars 1979 sur CBS

- Michael Payne (Hal Pollock)
- Bonnie Johns (Helen Cory)
- Howard Witt (Bob Cory)
- Cari Ann Warder (L'enfant de Cory)
- Barbara Tarbuck (La troisième infirmière)
- Aileen Towne (Infirmière Phalen)

### Épisode 16:Le Disciple
- États-Unis : 16 mars 1979 sur CBS

- Rick Springfield (Mike Roark)
- Gerald McRaney (Colin Roark)
- George Loros (Joe Lynch)
- John Fujioka (L'Homme)
- Mako (Li Sung)
- Fred Ward (Le complice de Lynch)

### Épisode 17:L'Évasion
- États-Unis : 30 mars 1979 sur CBS

- James Wainwright (Tom Wallace)
- Mariclare Costello (Kay Wallace)
- Skip Homeier (Docteur Robert Scanlon)
- Thalmus Rasulala (Chef Harry Simon)
- Sherman Hemsley (Robert)
- Tom Lowell (Matthews)

### Épisode 18:La Tombe sacrée
- États-Unis : 6 avril 1979 sur CBS
- France : 14 mars 1981 sur TF1

- Kim Cattrall (Docteur Gabrielle White)
- A. Martinez (Rick)
- Whit Bissell (Professeur Williams)
- Eloy P. Casados (Frank)
- Chief Dan George (Loup Solitaire)
- Don Shanks (Little Jim)

### Épisode 19:La confession
- États-Unis : 4 mai 1979 sur CBS
- France : 17 janvier 1981 sur TF1

- Markie Post (Pamela Morris)
- Barry Gordon (Harold Milburn)
- Elaine Joyce (Serveuse)
- John Armstrong Marshall (Ernie)
- Angus Duncan (Alan O'Neil)
- Fritzi Burr (Gladys)

### Épisode 20:La Chambre sourde
- États-Unis : 11 mai 1979 sur CBS

- Joanna Miles (Docteur Joyce Hill)
- Philip Abbott (Docteur Murrow)
- Sian Barbara Allen (Kathy Allen)
- Robert F. Lyons (Sam)
- Robert Feero (Gene)
- John Petlock (Docteur Caldwell)

### Épisode 21:Vendetta
- États-Unis : 25 mai 1979 sur CBS
- France : 10 janvier 1981 sur TF1

- Morgan Woodward (Ben Madrid)
- Ron Lombard (Ray Floyd)
- Christina Hart (Cassie Floyd)
- Howard Morton (John Fielding)
- Chip Johnson (Greg Bantam)
- Robert Ackerman (Le Shériff)